# Lázaro Cárdenas (municipalité)
Pour les articles homonymes, voir Lázaro Cárdenas (homonymie).
Lázaro Cárdenas est une des municipalités qui composent l'État de Quintana Roo au Mexique. Le siège municipal se trouve dans la ville de Kantunilkín. La municipalité a été nommée en hommage à Lázaro Cárdenas del Rio, homme politique qui fut notamment Président du Mexique entre 1934 et 1940. 

## Géographie
La municipalité de Lázaro Cárdenas se trouve au nord du Quintana Roo. Elle est bordée au Nord par la mer des Caraïbes, à l'Ouest par l'État du Yucatán et à l'est et au sud par le reste de l'État de Quintana Roo. La région, comme toute la péninsule du Yucatán, comporte peu de reliefs élevés. À la différence de la majeure partie de l'État, le territoire de la municipalité n'est pas entièrement recouvert par la forêt tropicale.

## Peuplement
Lors du recensement de juin 2010 mené par l'Instituto Nacional de Estadística y Geografía, la population de la municipalité s'élevait à 25 333 habitants, dont 12 972 hommes et 12 361 femmes.

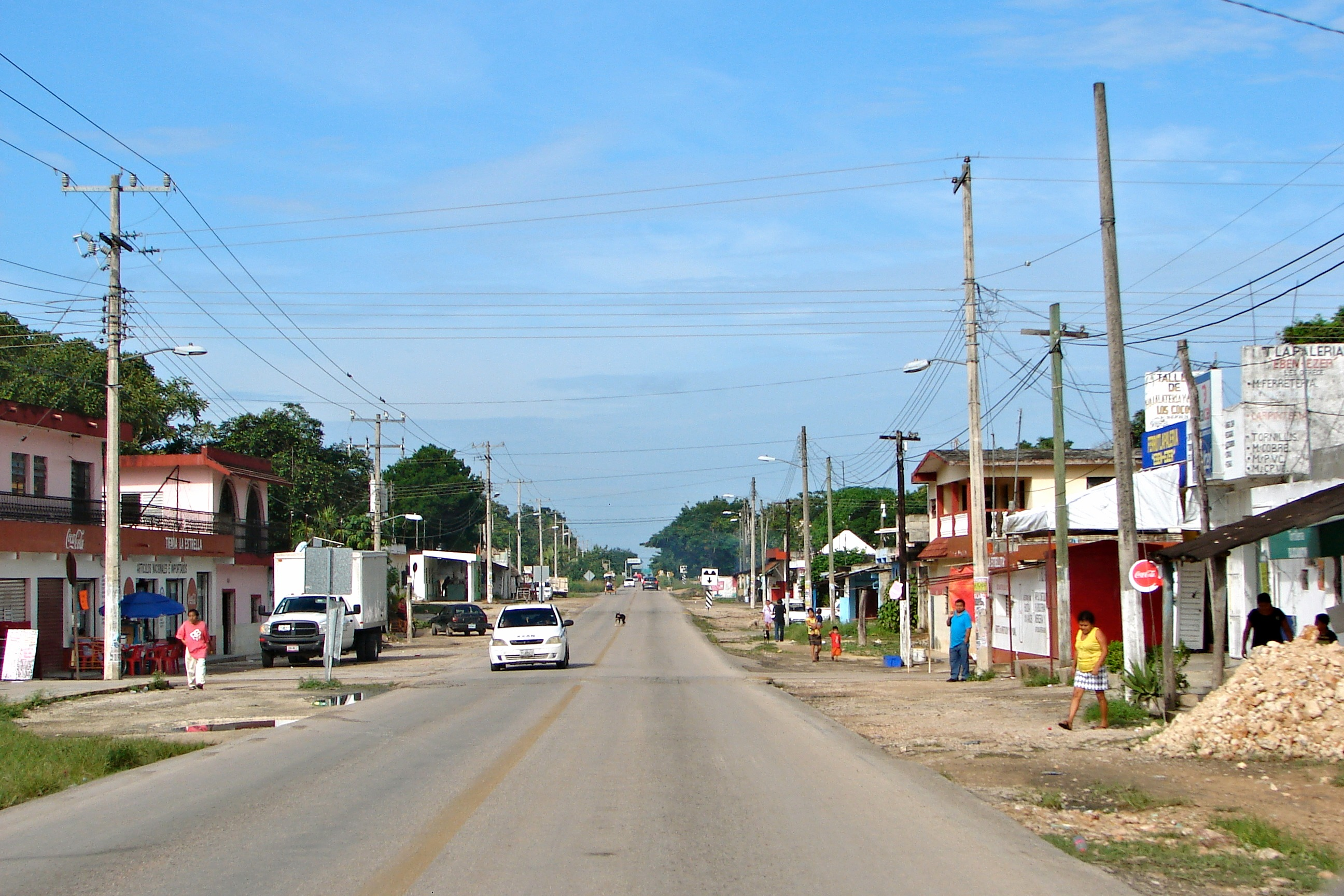
Ignacio Zaragoza
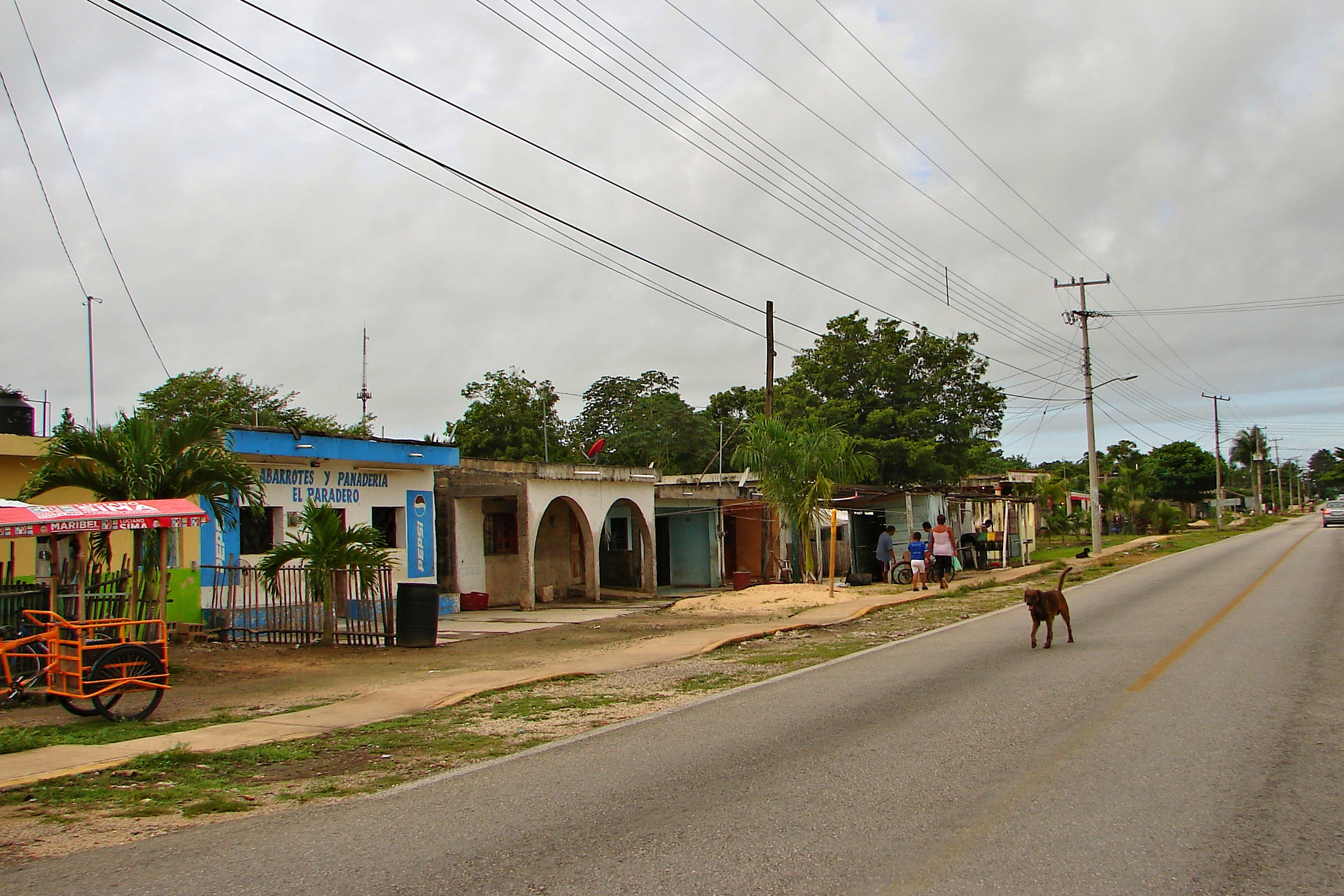
Nuevo Valladolid
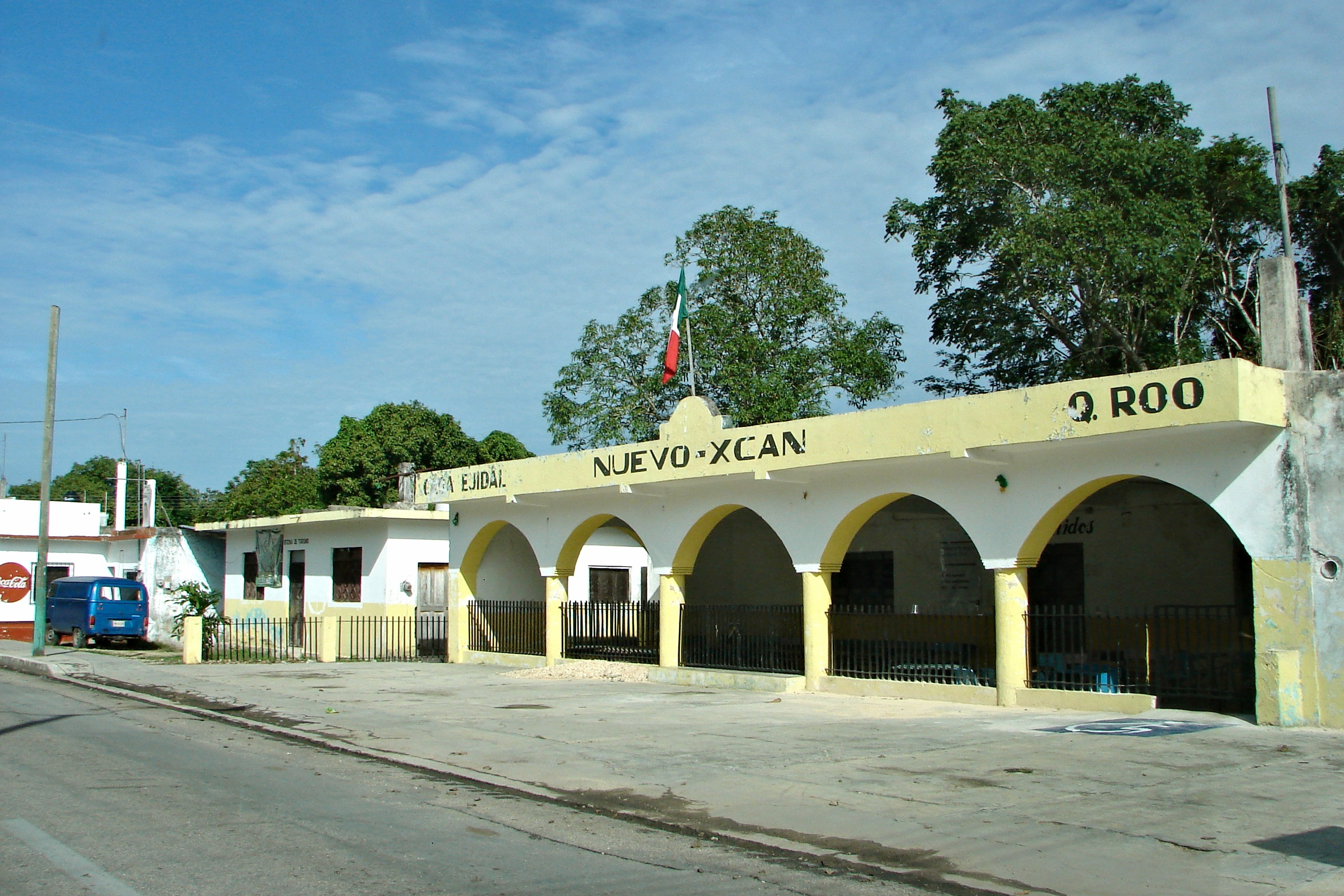
Nuevo X-Can
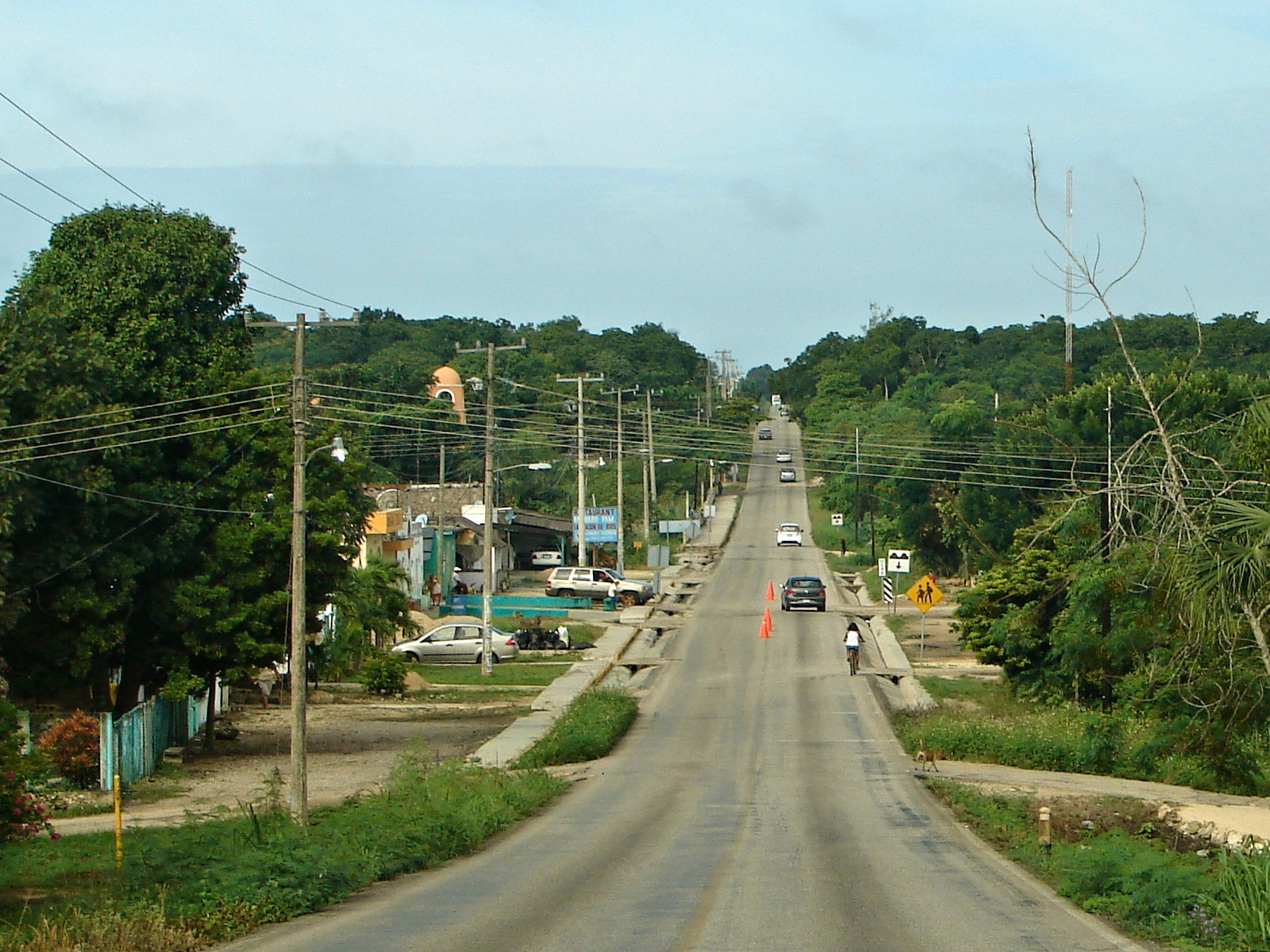
El Tintal

## Administration
Le siège municipal de Lázaro Cárdenas se trouve dans la ville de Kantunilkín. La municipalité est bordée au Nord par la mer des Caraïbes, à l'Ouest par l'État du Yucatán avec les municipalités de Tizimín et de Chemax, et sur ses autres limites par trois autres municipalités du Quintana Roo : Isla Mujeres et Benito Juárez à l'Est, Solidaridad au Sud. 
La Présidente municipale actuelle est María Trinidad García Arguelles du parti PAN (mandat 2011-2013).
Présidents municipaux :
- (1975 - 1978): Emilio Oxte Tah (PRI)
- (1978 - 1981): Terencio Tah Quetzal (PRI)
- (1981 - 1984): Augusto Tah Tuz (PRI)
- (1984 - 1987): Marciano Cahuich Balam (PRI)
- (1987 - 1990): Raymundo Herrera Llanes (PRI)
- (1990 - 1993): Arsenio Balam Helguera (PRI)
- (1993 - 1996): Eduardo Enrique Méndez Palma (PRI)
- (1996 - 1999): Margarito Albornoz Cupul (PRI)
- (1999 - 2002): Olegario Tah Balam (PRI)
- (2002 - 2005): Orlando Rafael Bellos Velázquez (PRI)
- (2005 - 2008): Secundino Eladio Cab Uicab (PRI)
- (2008 - 2011): Clementino Angulo Cupul (PRI)
- (2011 - 2013): María Trinidad García Arguelles (PAN)